# 蔣濬
蔣濬（15世紀—15世紀），字希舜，廣東廣州府新會縣梅閣人，明朝政治人物。

## 生平
蔣濬能文工詩，是正統九年（1444年）甲子科廣東鄉試舉人，獲同科解元丘濬屢次稱讚，成化元年（1465年）授晉江知縣，為政明敏勤慎，興賢禮士，重農揚耕，聽訟明決，釋放非重犯者，監獄為之一清，常祿以外分文不取，同時平均徭役賦稅，修繕堤防水利，儲備倉廩器械，六年（1470年）陞漳州同知，縣民感懷其惠，去任時為他刻石於城內橋上，曰「愛民父母蔣公」，入祀名宦祠。

## 引用
1. 1 2  道光《新會縣志·卷八·人物上》：蔣濬，字希舜，梅閣人 王志，正統九年鄉薦，積學能文，尤工詩，同年學士邱濬亟稱之，成化初知福建晉江縣，明敏勤慎，隨在利民，獄非重犯即遣之，視地宜給民以粵穀種，教之播耕，民蒙其惠，名蔣家稻，常祿外一介無所取，秩滿遷漳州府同知，去任日泉民刻石於城內橋上，曰「愛民父母蔣公」，蒞漳政如在泉時。 黃通志
2. ↑  道光《晉江縣志·卷三十五·政績志》：蔣濬，字希舜，新會人，成化初知晉江縣，蒞官勤慎，興賢禮士，重農揚耕，聽訟明獄，非重犯悉遷之，囹圄一清，常祿外毫無所取，均徭役、平賦稅、修堤防、蓄水利、積倉廩、備器械，凡輿梁廢墜莫不修治，縣堂公館賢祠煥然更新，秩滿陞漳州府同知，民懷其惠，為立去思碑，祀名宦。 舊志參願學稿